# 日本平観光天文センター
日本平観光天文センター（にほんだいらかんこうてんもんセンター）ないし富士観日本平センターは、かつて静岡県清水市に存在したプラネタリウム・民間天文台である。
昭和期の著名な景勝地であった日本平の山頂に富士観光株式会社により1959年に建設され、観光販売のほか、天文学ファンの集客を行っていた。
観光施設としては、はかばかしい注目を集めたものではないが、浦田武がこの天文台を拠点とし、多数の小惑星を発見したため、天文学分野にその名を残した。
2000年に閉鎖。山頂部の眺望に恵まれた場所であったため、2018年に静岡県が跡地に「日本平山頂シンボル施設」なる木造の展望施設を建設している。
日本平山頂には、日本平観光天文センターのほかに「日本平パークセンター」という観光施設も存在したが、2017年3月に売店を残して閉鎖している。